# Honddu
Der River Honddu [ˈhɔnðɨ] (walisisch Afon Honddu) ist ein Fluss in den Black Mountains innerhalb des Bannau-Brycheiniog-Nationalparks, in Südost-Wales.
Er entspringt in Powys nahe dem Gospel-Pass am Beginn des Ewyas-Tals, das er durchfließt, um südlich weiter nach Llanvihangel Crucorney in Monmouthshire zu fließen. Danach ändert er seine Richtung nach Nordosten und fließt in den River Monnow an der Stelle der Grenze zwischen Wales und England, wo auch dieser Fluss plötzlich seine Richtung ändert. Der einzige signifikante Nebenfluss des Honddu ist der Nant Bwch, obwohl zahlreiche kleinere Gewässer von den steilen Wänden des Ewyas-Tals herab in den Honddu fließen.
Wahrscheinlich floss der Honddu vor der letzten Eiszeit hinter Llanvihangel Crucorney noch weiter nach Süden, wurde danach aber durch eine große Endmoräne, die sich westlich des Dorfes quer durch das Tal erstreckt, umgelenkt. Die Richtungswechsel sowohl des Honddu als auch des Monnow scheinen mit der Neath Disturbance, einer uralten Verwerfung, die nördlich des Berges Sugar Loaf in den Black Mountains (Wales) in Richtung Hereford durch das Tal verläuft, zusammenzuhängen.
Das obere Flusstal hat die charakteristische U-Form eines durch einen Gletscher gebildeten Tals. Es ist jedoch unklar, woher das Eis stammte, das diesen tiefen Graben durch die östlichen Black Mountains gezogen hat. Der Honddu ist nicht groß genug, um sein Flusstal selbst geschaffen zu haben. Es wurde vermutet, dass Gletschereis des River Wye über den Gospel-Pass ins Ewyas-Tal gelangt war; gleichwohl wurden im Tal noch keine Geschiebemergel festgestellt, die durch ihre Herkunft aus Mittelwales diese These belegen würden.
Im Tal liegt Llanthony Priory, eine beliebte Attraktion für viele Besucher des Nationalparks. Am unteren Ende des Ewyas-Tals liegt Cwmyoy, das bekannt ist für die St Martin’s Church, die durch die langsame Bewegung des Hanges, auf dem sie steht, verformt ist. Der gesamte Weiler ist auf einem alten Erdrutsch erbaut, der nicht völlig inaktiv ist.